# Grand Prix Hiszpanii 2014

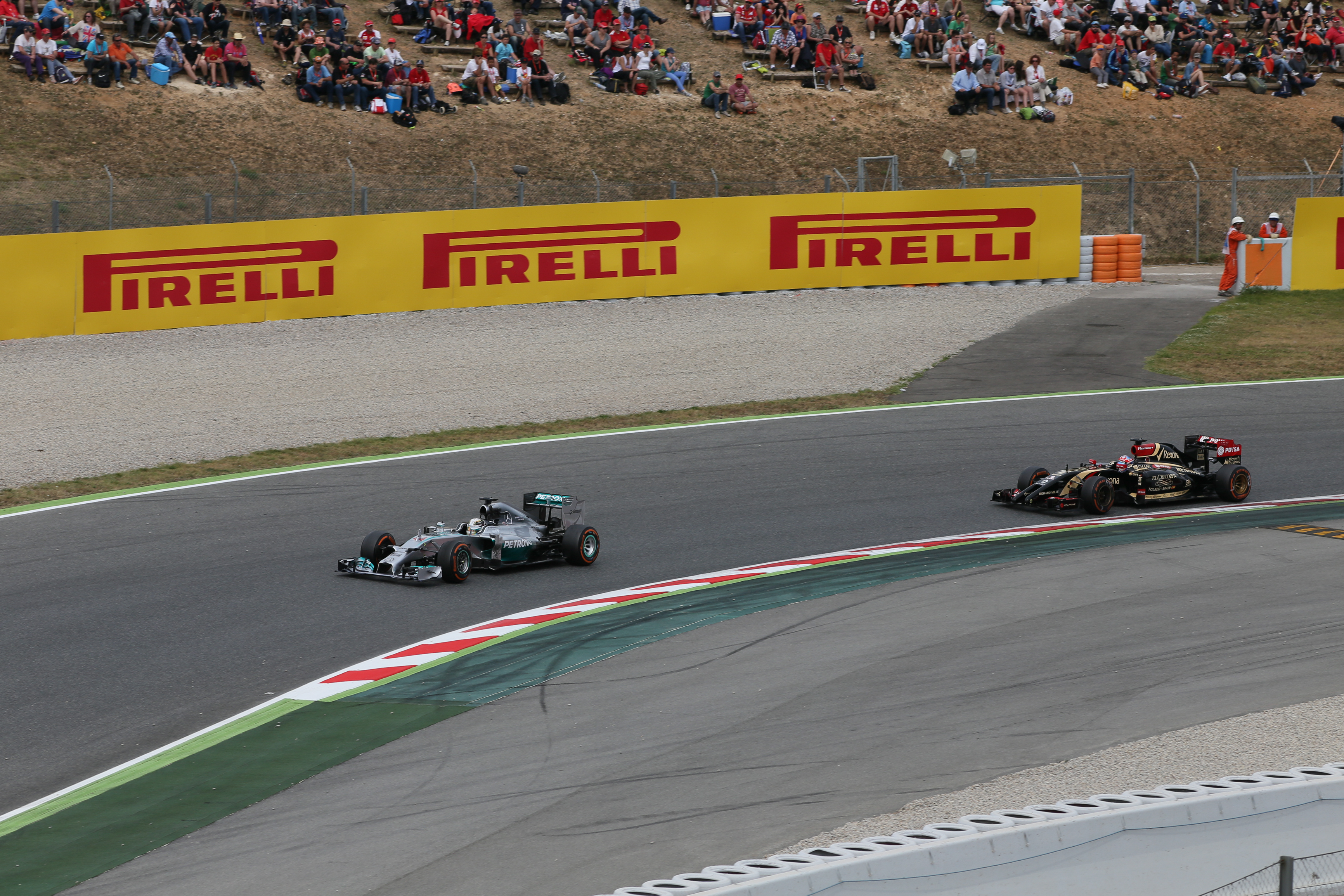
Lewis Hamilton i Romain Grosjean podczas Grand Prix Hiszpanii 2014

Grand Prix Hiszpanii 2014 (oficjalnie Formula 1 Gran Premio de España Pirelli 2014) – piąta eliminacja Mistrzostw Świata Formuły 1 w sezonie 2014. Grand Prix odbyło się w dniach 9–11 maja 2014 roku na torze Circuit de Barcelona-Catalunya w Montmeló.

## Lista startowa
Źródło: Wyprzedź Mnie!
Na niebieskim tle kierowcy biorący udział jedynie w piątkowych treningach
| Nr | Kierowca            | Zespół                        | Samochód          | Silnik                         | Opony |
| -- | ------------------- | ----------------------------- | ----------------- | ------------------------------ | ----- |
| 1  | Sebastian Vettel    | Infiniti Red Bull Racing      | Red Bull RB10     | Renault Energy F1-2014 1.6T V6 | P     |
| 3  | Daniel Ricciardo    | Infiniti Red Bull Racing      | Red Bull RB10     | Renault Energy F1-2014 1.6T V6 | P     |
| 4  | Max Chilton         | Marussia F1 Team              | Marussia MR03     | Ferrari 059/3 1.6T V6          | P     |
| 6  | Nico Rosberg        | Mercedes AMG Petronas F1 Team | Mercedes F1 W05   | Mercedes-Benz PU106A 1.6T V6   | P     |
| 7  | Kimi Räikkönen      | Scuderia Ferrari              | Ferrari F14 T     | Ferrari 059/3 1.6T V6          | P     |
| 8  | Romain Grosjean     | Lotus F1 Team                 | Lotus E22         | Renault Energy F1-2014 1.6T V6 | P     |
| 9  | Marcus Ericsson     | Caterham F1 Team              | Caterham CT05     | Renault Energy F1-2014 1.6T V6 | P     |
| 10 | Kamui Kobayashi     | Caterham F1 Team              | Caterham CT05     | Renault Energy F1-2014 1.6T V6 | P     |
| 11 | Sergio Pérez        | Sahara Force India F1 Team    | Force India VJM07 | Mercedes-Benz PU106A 1.6T V6   | P     |
| 13 | Pastor Maldonado    | Lotus F1 Team                 | Lotus E22         | Renault Energy F1-2014 1.6T V6 | P     |
| 14 | Fernando Alonso     | Scuderia Ferrari              | Ferrari F14 T     | Ferrari 059/3 1.6T V6          | P     |
| 17 | Jules Bianchi       | Marussia F1 Team              | Marussia MR03     | Ferrari 059/3 1.6T V6          | P     |
| 19 | Felipe Massa        | Williams Martini Racing       | Williams FW36     | Mercedes-Benz PU106A 1.6T V6   | P     |
| 20 | Kevin Magnussen     | McLaren Mercedes              | McLaren MP4-29    | Mercedes-Benz PU106A 1.6T V6   | P     |
| 21 | Esteban Gutiérrez   | Sauber F1 Team                | Sauber C33        | Ferrari 059/3 1.6T V6          | P     |
| 22 | Jenson Button       | McLaren Mercedes              | McLaren MP4-29    | Mercedes-Benz PU106A 1.6T V6   | P     |
| 25 | Jean-Éric Vergne    | Scuderia Toro Rosso           | Toro Rosso STR9   | Renault Energy F1-2014 1.6T V6 | P     |
| 26 | Daniił Kwiat        | Scuderia Toro Rosso           | Toro Rosso STR9   | Renault Energy F1-2014 1.6T V6 | P     |
| 27 | Nico Hülkenberg     | Sahara Force India F1 Team    | Force India VJM07 | Mercedes-Benz PU106A 1.6T V6   | P     |
| 36 | Giedo van der Garde | Sauber F1 Team                | Sauber C33        | Ferrari 059/3 1.6T V6          | P     |
| 40 | Felipe Nasr         | Williams Martini Racing       | Williams FW36     | Mercedes-Benz PU106A 1.6T V6   | P     |
| 44 | Lewis Hamilton      | Mercedes AMG Petronas F1 Team | Mercedes F1 W05   | Mercedes-Benz PU106A 1.6T V6   | P     |
| 77 | Valtteri Bottas     | Williams Martini Racing       | Williams FW36     | Mercedes-Benz PU106A 1.6T V6   | P     |
| 99 | Adrian Sutil        | Sauber F1 Team                | Sauber C33        | Ferrari 059/3 1.6T V6          | P     |
| Nr | Kierowca            | Zespół                        | Samochód          | Silnik                         | Opony |

## Wyniki

### Sesje treningowe
Źródło: Wyprzedź Mnie!
| Sesja | Nr | Kierowca       | Konstruktor | Czas     | Okr. |
| ----- | -- | -------------- | ----------- | -------- | ---- |
| 1     | 44 | Lewis Hamilton | Mercedes    | 1:27,023 | 17   |
| 2     | 44 | Lewis Hamilton | Mercedes    | 1:25,524 | 33   |
| 3     | 6  | Nico Rosberg   | Mercedes    | 1:25,887 | 16   |

### Kwalifikacje
Źródło: Wyprzedź Mnie!
| Poz. | Nr | Kierowca          | Konstruktor          | Q1       | Q2       | Q3       | Poz. s. |
| ---- | -- | ----------------- | -------------------- | -------- | -------- | -------- | ------- |
| 1    | 44 | Lewis Hamilton    | Mercedes             | 1:27,238 | 1:26,210 | 1:25,232 | 1       |
| 2    | 6  | Nico Rosberg      | Mercedes             | 1:26,764 | 1:26,088 | 1:25,400 | 2       |
| 3    | 3  | Daniel Ricciardo  | Red Bull–Renault     | 1:28,053 | 1:26,613 | 1:26,285 | 3       |
| 4    | 77 | Valtteri Bottas   | Williams–Mercedes    | 1:28,198 | 1:27,563 | 1:26,632 | 4       |
| 5    | 8  | Romain Grosjean   | Lotus–Renault        | 1:28,472 | 1:27,258 | 1:26,960 | 5       |
| 6    | 7  | Kimi Räikkönen    | Ferrari              | 1:28,308 | 1:27,335 | 1:27,104 | 6       |
| 7    | 14 | Fernando Alonso   | Ferrari              | 1:28,329 | 1:27,602 | 1:27,140 | 7       |
| 8    | 22 | Jenson Button     | McLaren–Mercedes     | 1:28,279 | 1:27,570 | 1:27,335 | 8       |
| 9    | 19 | Felipe Massa      | Williams–Mercedes    | 1:28,061 | 1:27,016 | 1:27,402 | 9       |
| 10   | 1  | Sebastian Vettel  | Red Bull–Renault     | 1:27,958 | 1:27,052 | –        | 15      |
| 11   | 27 | Nico Hülkenberg   | Force India–Mercedes | 1:28,155 | 1:27,685 | –        | 10      |
| 12   | 11 | Sergio Pérez      | Force India–Mercedes | 1:28,469 | 1:28,002 | –        | 11      |
| 13   | 26 | Daniił Kwiat      | Toro Rosso–Renault   | 1:28,074 | 1:28,039 | –        | 12      |
| 14   | 21 | Esteban Gutiérrez | Sauber–Ferrari       | 1:28,374 | 1:28,280 | –        | 13      |
| 15   | 20 | Kevin Magnussen   | McLaren-Mercedes     | 1:28,389 | –        | –        | 14      |
| 16   | 25 | Jean-Éric Vergne  | Toro Rosso–Renault   | 1:28,194 | –        | –        | 21      |
| 17   | 99 | Adrian Sutil      | Sauber–Ferrari       | 1:28,563 | –        | –        | 16      |
| 18   | 4  | Max Chilton       | Marussia–Ferrari     | 1:29,586 | –        | –        | 17      |
| 19   | 17 | Jules Bianchi     | Marussia–Ferrari     | 1:30,177 | –        | –        | 18      |
| 20   | 9  | Marcus Ericsson   | Caterham–Renault     | 1:30,312 | –        | –        | 19      |
| 21   | 10 | Kamui Kobayashi   | Caterham–Renault     | 1:30,375 | –        | –        | 20      |
| 22   | 13 | Pastor Maldonado  | Lotus–Renault        | –        | –        | –        | 22      |

### Wyścig
Źródło: Wyprzedź Mnie!
| P                 | + / –     | Nr | Kierowca          | Konstruktor          | Okr. | Czas / Strata    | Komentarz |
| ----------------- | --------- | -- | ----------------- | -------------------- | ---- | ---------------- | --------- |
| 1                 | Bez zmian | 44 | Lewis Hamilton    | Mercedes             | 66   | 1h41m05,155      |           |
| 2                 | Bez zmian | 6  | Nico Rosberg      | Mercedes             | 66   | +0:00,636        |           |
| 3                 | Bez zmian | 3  | Daniel Ricciardo  | Red Bull–Renault     | 66   | +0:49,014        |           |
| 4                 | 11        | 1  | Sebastian Vettel  | Red Bull–Renault     | 66   | +1:16,702        |           |
| 5                 | 1         | 77 | Valtteri Bottas   | Williams–Mercedes    | 66   | +1:19,293        |           |
| 6                 | 1         | 14 | Fernando Alonso   | Ferrari              | 66   | +1:27,743        |           |
| 7                 | 1         | 7  | Kimi Räikkönen    | Ferrari              | 65   | +1 okr. (1 okr.) |           |
| 8                 | 3         | 8  | Romain Grosjean   | Lotus–Renault        | 65   | +1 okr. (13,032) |           |
| 9                 | 2         | 11 | Sergio Pérez      | Force India–Mercedes | 65   | +1 okr. (01,098) |           |
| 10                | Bez zmian | 27 | Nico Hülkenberg   | Force India–Mercedes | 65   | +1 okr. (10,404) |           |
| 11                | 3         | 22 | Jenson Button     | McLaren–Mercedes     | 65   | +1 okr. (04,486) |           |
| 12                | 2         | 20 | Kevin Magnussen   | McLaren–Mercedes     | 65   | +1 okr. (00,657) |           |
| 13                | 4         | 19 | Felipe Massa      | Williams–Mercedes    | 65   | +1 okr. (00,581) |           |
| 14                | 2         | 26 | Daniił Kwiat      | Toro Rosso–Renault   | 65   | +1 okr. (08,256) |           |
| 15                | 7         | 13 | Pastor Maldonado  | Lotus–Renault        | 65   | +1 okr. (08,060) | [ b ]     |
| 16                | 3         | 21 | Esteban Gutiérrez | Sauber–Ferrari       | 65   | +1 okr. (20,342) |           |
| 17                | 1         | 99 | Adrian Sutil      | Sauber–Ferrari       | 65   | +1 okr. (03,124) |           |
| 18                | Bez zmian | 17 | Jules Bianchi     | Marussia–Ferrari     | 64   | +2 okr. (1 okr.) |           |
| 19                | 2         | 4  | Max Chilton       | Marussia–Ferrari     | 64   | +2 okr. (40,691) |           |
| 20                | 1         | 9  | Marcus Ericsson   | Caterham–Renault     | 64   | +2 okr. (20,858) |           |
| Niesklasyfikowani |           |    |                   |                      |      |                  |           |
|                   |           | 10 | Kamui Kobayashi   | Caterham–Renault     | 34   | hamulce          |           |
|                   |           | 25 | Jean-Éric Vergne  | Toro Rosso–Renault   | 24   | wydech           |           |
| P                 | + / –     | Nr | Kierowca          | Konstruktor          | Okr. | Czas / Strata    | Komentarz |

### Najszybsze okrążenie
Źródło: Wyprzedź Mnie!
| Nr | Kierowca         | Konstruktor      | Czas     | Okr. |
| -- | ---------------- | ---------------- | -------- | ---- |
| 1  | Sebastian Vettel | Red Bull-Renault | 1:28,918 | 55   |

## Prowadzenie w wyścigu
Źródło: Racing–Reference.info
| Nr                              | Kierowca       | Okrążenia          | Suma |
| ------------------------------- | -------------- | ------------------ | ---- |
| 44                              | Lewis Hamilton | 1-17, 21-43, 45-66 | 60   |
| 6                               | Nico Rosberg   | 17-21, 43-45       | 6    |
| \| Wykres \| \| ------ \| \| \| |                |                    |      |
| Wykres                          |                |                    |      |
|                                 |                |                    |      |

## Klasyfikacja po wyścigu

### Kierowcy
| P  | +/− | Kierowca          | Starty | Punkty | P1 | P2 | P3 | PP | NO | NS |
| -- | --- | ----------------- | ------ | ------ | -- | -- | -- | -- | -- | -- |
| 1  | +1  | Lewis Hamilton    | 5      | 100    | 4  | –  | –  | 4  | 1  | 1  |
| 2  | −1  | Nico Rosberg      | 5      | 97     | 1  | 4  | –  | 1  | 3  | –  |
| 3  | 0   | Fernando Alonso   | 5      | 49     | –  | –  | 1  | –  | –  | –  |
| 4  | +1  | Sebastian Vettel  | 5      | 45     | –  | –  | 1  | –  | 1  | 1  |
| 5  | +1  | Daniel Ricciardo  | 5      | 39     | –  | –  | 1  | –  | –  | 2  |
| 6  | −2  | Nico Hülkenberg   | 5      | 37     | –  | –  | –  | –  | –  | –  |
| 7  | 0   | Valtteri Bottas   | 5      | 34     | –  | –  | –  | –  | –  | –  |
| 8  | 0   | Jenson Button     | 5      | 23     | –  | –  | 1  | –  | –  | –  |
| 9  | 0   | Kevin Magnussen   | 5      | 20     | –  | 1  | –  | –  | –  | 1  |
| 10 | 0   | Sergio Pérez      | 4      | 20     | –  | –  | 1  | –  | –  | –  |
| 11 | +1  | Kimi Räikkönen    | 5      | 17     | –  | –  | –  | –  | –  | –  |
| 12 | −1  | Felipe Massa      | 5      | 12     | –  | –  | –  | –  | –  | 1  |
| 13 | +2  | Romain Grosjean   | 5      | 4      | –  | –  | –  | –  | –  | 2  |
| 14 | −1  | Jean-Éric Vergne  | 5      | 4      | –  | –  | –  | –  | –  | 3  |
| 15 | −1  | Daniił Kwiat      | 5      | 4      | –  | –  | –  | –  | –  | –  |
| 16 | 0   | Adrian Sutil      | 5      | 0      | –  | –  | –  | –  | –  | 3  |
| 17 | 0   | Esteban Gutiérrez | 5      | 0      | –  | –  | –  | –  | –  | 2  |
| 18 | 0   | Max Chilton       | 5      | 0      | –  | –  | –  | –  | –  | –  |
| 19 | 0   | Kamui Kobayashi   | 5      | 0      | –  | –  | –  | –  | –  | 2  |
| 20 | 0   | Pastor Maldonado  | 5      | 0      | –  | –  | –  | –  | –  | 2  |
| 21 | 0   | Marcus Ericsson   | 5      | 0      | –  | –  | –  | –  | –  | 2  |
| 22 | 0   | Jules Bianchi     | 5      | 0      | –  | –  | –  | –  | –  | 2  |
| P  | +/− | Kierowca          | Starty | Punkty | P1 | P2 | P3 | PP | NO | NS |

### Konstruktorzy
| P  | +/− | Konstruktor          | Starty | Punkty | P1 | P2 | P3 | PP | NO | NS |
| -- | --- | -------------------- | ------ | ------ | -- | -- | -- | -- | -- | -- |
| 1  | 0   | Mercedes             | 10     | 197    | 5  | 4  | –  | 5  | 4  | 1  |
| 2  | 0   | Red Bull–Renault     | 10     | 84     | –  | –  | 2  | –  | 1  | 3  |
| 3  | +1  | Ferrari              | 10     | 66     | –  | –  | 1  | –  | –  | –  |
| 4  | −1  | Force India–Mercedes | 9      | 57     | –  | –  | 1  | –  | –  | –  |
| 5  | +1  | Williams–Mercedes    | 10     | 46     | –  | –  | –  | –  | –  | 1  |
| 6  | −1  | McLaren–Mercedes     | 10     | 43     | –  | 1  | 1  | –  | –  | 1  |
| 7  | 0   | Toro Rosso–Renault   | 10     | 8      | –  | –  | –  | –  | –  | 3  |
| 8  | 0   | Lotus–Renault        | 10     | 4      | –  | –  | –  | –  | –  | 4  |
| 9  | 0   | Sauber–Ferrari       | 10     | 0      | –  | –  | –  | –  | –  | 5  |
| 10 | 0   | Marussia–Ferrari     | 10     | 0      | –  | –  | –  | –  | –  | 2  |
| 11 | 0   | Caterham–Renault     | 10     | 0      | –  | –  | –  | –  | –  | 4  |
| P  | +/− | Konstruktor          | Starty | Punkty | P1 | P2 | P3 | PP | NO | NS |